# Greg Graham
Gregory Lawrence "Greg" Graham (Indianápolis, Indiana; 26 de noviembre de 1970) es un exjugador de baloncesto estadounidense que disputó 5 temporadas en la NBA, en cuatro equipos diferentes. Con 1.93 metros de estatura, jugaba en la posición de escolta.

## Trayectoria deportiva

### Universidad
Graham pasó cuatro temporadas en la Universidad de Indiana, donde compartió equipo con Calbert Cheaney, Alan Henderson y Damon Bailey. Su rol en los Hoosiers comenzó a tener importancia a partir de su tercer año, promediando 12.8 puntos y 4 rebotes en 34 partidos. En su año sénior, Graham ascendió hasta los 16.5 puntos, 3.2 rebotes y 2.9 asistencias en 31.9 minutos de juego. A lo largo de su carrera universitaria sus promedios fueron de 12 puntos y 3.1 rebotes en 132 encuentros.

#### Estadísticas
| Año     | Equipo  | PJ  | PT | MPP  | %TC  | %3P  | %TL  | RPP | APP | ROB | TPP | PPP  |
| ------- | ------- | --- | -- | ---- | ---- | ---- | ---- | --- | --- | --- | --- | ---- |
| 1989–90 | Indiana | 29  | 16 | 21.0 | .471 | .387 | .778 | 2.6 | 2.0 | 0.8 | 0.4 | 9.7  |
| 1990–91 | Indiana | 34  | 13 | 19.1 | .510 | .241 | .694 | 2.6 | 1.6 | 1.0 | 0.2 | 8.7  |
| 1991–92 | Indiana | 34  | 16 | 26.3 | .502 | .427 | .741 | 4.0 | 2.6 | 1.4 | 0.3 | 12.8 |
| 1992–93 | Indiana | 35  | 32 | 31.9 | .550 | .514 | .825 | 3.2 | 2.9 | 1.3 | 0.2 | 16.5 |
| Total   | Total   | 132 | 77 | 24.7 | .514 | .439 | .766 | 3.1 | 2.3 | 1.1 | 0.2 | 12.0 |

### Profesional
Fue seleccionado por Charlotte Hornets en la 17.ª posición del Draft de la NBA de 1993. Al poco tiempo fue traspasado a Seattle SuperSonics, y dos días después a Philadelphia 76ers. En su primera temporada en la NBA su aportación fue irrelevante, jugando 70 partidos y firmando 4.8 puntos. Dos campañas después, el 30 de noviembre de 1995, los 76ers le enviaron a New Jersey Nets junto con Shawn Bradley y Tim Perry a cambio de Derrick Coleman y Sean Higgins. En los Nets solo disputó 45 encuentros hasta final de temporada, y en sus dos últimos años en la liga defendió las camisetas de Seattle SuperSonics y Cleveland Cavaliers.
Entre 1998 y 2000, Graham pasó por Idaho Stampede y Fort Wayne Fury de la CBA, y por el M7 Basket Boras / Marbuz de la liga sueca.

## Estadísticas de su carrera en la NBA

### Temporada regular
| Temporada | Edad | Equipo              | Liga | P   | TIT | MIN  | TC  | TCA | %TC  | 3P  | 3PA | %3P  | TL  | TLA | %TL   | R.OF. | R.DEF. | REB | ASIS | ROB | TAP | PER | FP  | PTS |
| 1993-94   | 23   | Philadelphia 76ers  | NBA  | 70  | 6   | 12.7 | 1.7 | 4.4 | .400 | 0.0 | 0.4 | .080 | 1.3 | 1.6 | .836  | 0.3   | 0.9    | 1.2 | 0.9  | 0.9 | 0.1 | 0.9 | 0.8 | 4.8 |
| 1994-95   | 24   | Philadelphia 76ers  | NBA  | 50  | 7   | 15.5 | 1.9 | 4.5 | .426 | 0.1 | 0.6 | .214 | 1.1 | 1.5 | .753  | 0.4   | 0.9    | 1.2 | 1.3  | 0.6 | 0.1 | 1.0 | 1.5 | 5.0 |
| 1995-96   | 25   | TOTAL               | NBA  | 53  | 5   | 11.6 | 1.5 | 3.6 | .404 | 0.6 | 1.5 | .390 | 1.0 | 1.3 | .765  | 0.3   | 0.8    | 1.1 | 1.0  | 0.5 | 0.0 | 0.9 | 1.2 | 4.5 |
| 1995-96   | 25   | Philadelphia 76ers  | NBA  | 8   | 3   | 16.0 | 2.1 | 4.0 | .531 | 0.9 | 1.8 | .500 | 1.9 | 2.1 | .882  | 0.6   | 1.3    | 1.9 | 1.4  | 0.6 | 0.0 | 2.1 | 2.0 | 7.0 |
| 1995-96   | 25   | New Jersey Nets     | NBA  | 45  | 2   | 10.8 | 1.4 | 3.6 | .379 | 0.6 | 1.5 | .368 | 0.8 | 1.1 | .725  | 0.3   | 0.7    | 0.9 | 0.9  | 0.4 | 0.0 | 0.6 | 1.1 | 4.1 |
| 1996-97   | 26   | Seattle SuperSonics | NBA  | 28  | 0   | 7.0  | 1.0 | 2.9 | .363 | 0.3 | 1.1 | .290 | 0.9 | 1.4 | .650  | 0.1   | 0.4    | 0.5 | 0.4  | 0.4 | 0.0 | 0.4 | 0.4 | 3.3 |
| 1997-98   | 27   | Cleveland Cavaliers | NBA  | 6   | 0   | 9.3  | 1.2 | 2.0 | .583 | 0.0 | 0.5 | .000 | 0.3 | 0.3 | 1.000 | 0.0   | 0.2    | 0.2 | 1.0  | 0.2 | 0.0 | 1.7 | 1.2 | 2.7 |
| Total     |      |                     | NBA  | 207 | 18  | 12.2 | 1.6 | 3.9 | .407 | 0.2 | 0.8 | .290 | 1.1 | 1.4 | .775  | 0.3   | 0.8    | 1.1 | 1.0  | 0.6 | 0.1 | 0.9 | 1.0 | 4.5 |

### Playoffs
| Temporada | Edad | Equipo              | Liga | P | MIN | TCA | TC | 3PA | 3P | TLA | TL | R.OF. | REB | ASIS | ROB | TAP | PER | FP | PTS | %TC  | %3P  | %FT  | MIN | PTS | REB | AST |
| 1996-97   | 26   | Seattle SuperSonics | NBA  | 6 | 43  | 4   | 14 | 1   | 4  | 3   | 4  | 0     | 5   | 6    | 2   | 0   | 1   | 5  | 12  | .286 | .250 | .750 | 7.2 | 2.0 | 0.8 | 1.0 |
| Total     |      |                     | NBA  | 6 | 43  | 4   | 14 | 1   | 4  | 3   | 4  | 0     | 5   | 6    | 2   | 0   | 1   | 5  | 12  | .286 | .250 | .750 | 7.2 | 2.0 | 0.8 | 1.0 |